# كينيديإبيسو ميكوني
كينيديإبيسو ميكوني (باليابانية: 三國 ケネディエブス) (مواليد 23 يونيو 2000) هو لاعب كرة قدم ياباني.

## وصلات خارجية
- كينيديإبيسو ميكوني على موقع رابطة كرة القدم اليابانية للمحترفين (اليابانية)
- كينيديإبيسو ميكوني على موقع قاعدة بيانات كرة القدم.إي يو (الإنجليزية)
- كينيديإبيسو ميكوني على موقع Soccerway.com (الإنجليزية)
- كينيديإبيسو ميكوني على موقع عالم كرة القدم.نت (الإنجليزية)